# Герой Хиралал
«Герой Хиралал» (хинди हीरो हीरालाल, Hero Hiralal) — индийский художественный фильм Кетана Мехты, вышедший в прокат 21 ноября 1988 года, сюжет которого рассказывает о водителе моторикши, влюбившемся в кинозвезду. Фильм был дублирован для показа в СССР, хотя на родине провалился в прокате.

## Сюжет
Хиралал — простой водитель моторикши из Хайдарабада, который постоянно пребывает в мечтах о кино. Однажды в город приезжает съемочная группа. Он заводит знакомство с Рупой, восходящей звездой Болливуда, становится её гидом по городу, и сразу же по уши в неё влюбляется. Съёмки вынуждают Рупу вернуться в Бомбей. Герой тоскует по своей возлюбленной и следует за ней, но встречает её мать, которая явно настроена против него. Семья Рупы советует ей забыть Хиралала и заниматься своей карьерой. Поддавшись уговорам семьи, Рупа отвергает ухаживания Хиралала. Это приводит его в отчаяние и он совершает попытку самоубийства. Он остается жив благодаря шоу-леди Ситаре Деви, которая предлагает ему сделать из его «смерти во имя любви» величайшее шоу на земле. К счастью, герой остается жив в самый последний момент, когда появляется Рупа, чтобы признаться ему в любви.

## В ролях
| Актёр             | Роль                   |
| ----------------- | ---------------------- |
| Насируддин Шах    | Хиралал                |
| Санджана Капур    | Рупа                   |
| Дипа Сахи         | Рани Ситара Дэви       |
| Киран Кумар       | Прем Кумар             |
| Рохини Хаттангади | мать Рупы              |
| Саид Джаффри      | Азиз, дядя Хиралала    |
| Сатиш Шах         | продюсер Бхагван       |
| Мохан Гокхале     | Рангила, друг Хиралала |
| Джонни Левер      | сержант Хавалдар       |
| Дипак Казир       | караульный Дукхилал    |
| Дилип Дхаван      | водитель Робин         |

## Производство
Несколько сцен были сняты в таких местах, как Форт Голконда, Хусейн Сагар и Чарминар.

## Саундтрек
Все тексты написаны Хридай Лани, вся музыка написана Бабла.
| №  | Название                 | Исполнитель(ница) | Длительность |
| -- | ------------------------ | ----------------- | ------------ |
| 1. | «Kissa Hai Mohabbat Ka»  | Сану Бхаттачария  | 4:36         |
| 2. | «Main Hoon Hero Hiralal» | Амит Кумар        | 5:21         |
| 3. | «Sapno Ki Duniya»        | Канчан            | 5:10         |
| 4. | «Sapno Ki Duniya - Sad»  | Канчан            | 4:48         |

Издание на виниле
сторона 1
1. Main Hoon Hero Hiralal (Part 1)
2. Sapno Ki Duniya Hai (Happy)
3. Bigdi Hamen Banani Hai

сторона 2
1. Jashn Hai Mohabbat Ka
2. Sapno Ki Duiya Hai (Sad)
3. Bachke Kahan Jayega
4. Main Hoon Hero Hiralal (Part 2)

## Прокат

### В СССР
В 1990 году Всесоюзное объединение по экспорту и импорту кинофильмов «Совэкспортфильм» приобрело фильм для проката на территории СССР.
На экраны фильм вышел в апреле 1991 года. Демонстрировался в двух сериях, для любой аудитории, кроме показа на специальных сеансах для детей. Срок проката 7 лет с даты первого выпуска, включая видеоправа, без права показа по телевидению. Копия пленки находится на хранении в Госфильмофонде.
Фильм дублирован на Киностудии имени М. Горького. Режиссёр дубляжа — Галина Водяницкая. Звукооператор — Владимир Заболоцкий. Автор литературного перевода — Евгений Ефимов. Редактор — Лариса Железнова. Роли дублировали: Андрей Ташков (Хиралал), Марина Устименко (Рупа), Вадим Андреев (Бхагван), Ирина Акулова (Ситара Дэви), Ираида Губанова (мать Рупы), Игорь Тарадайкин (Рангила), Олег Голубицкий (Азиз), Валерий Рыжаков (Прэм Кумар), Владимир Басов (Хавалдар), Сергей Малишевский (Амитабх), Тимофей Спивак.